# Bååtska palatset

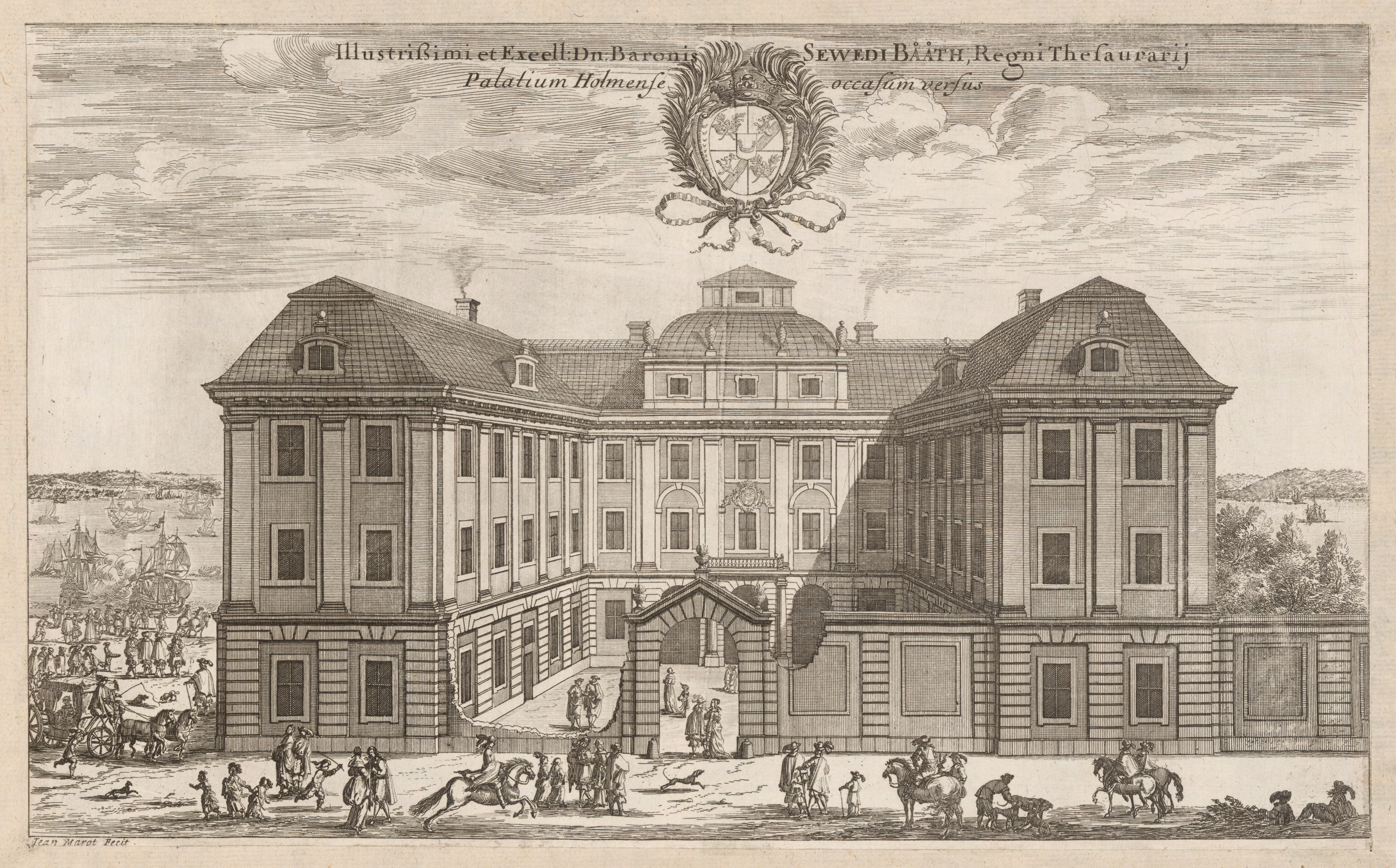
Bååtska palatset avbildat i Suecia antiqua et hodierna 1669

Bååtska palatset (även Seved Bååts palats) är beläget på Blasieholmsgatan 6 i Stockholm, och uppfördes 1662–1669 efter ritningar av Nicodemus Tessin d.ä. för riksskattmästaren Seved Bååth. Palatset är sedan 1874 Svenska Frimurare Ordens stamhus.

## Historik

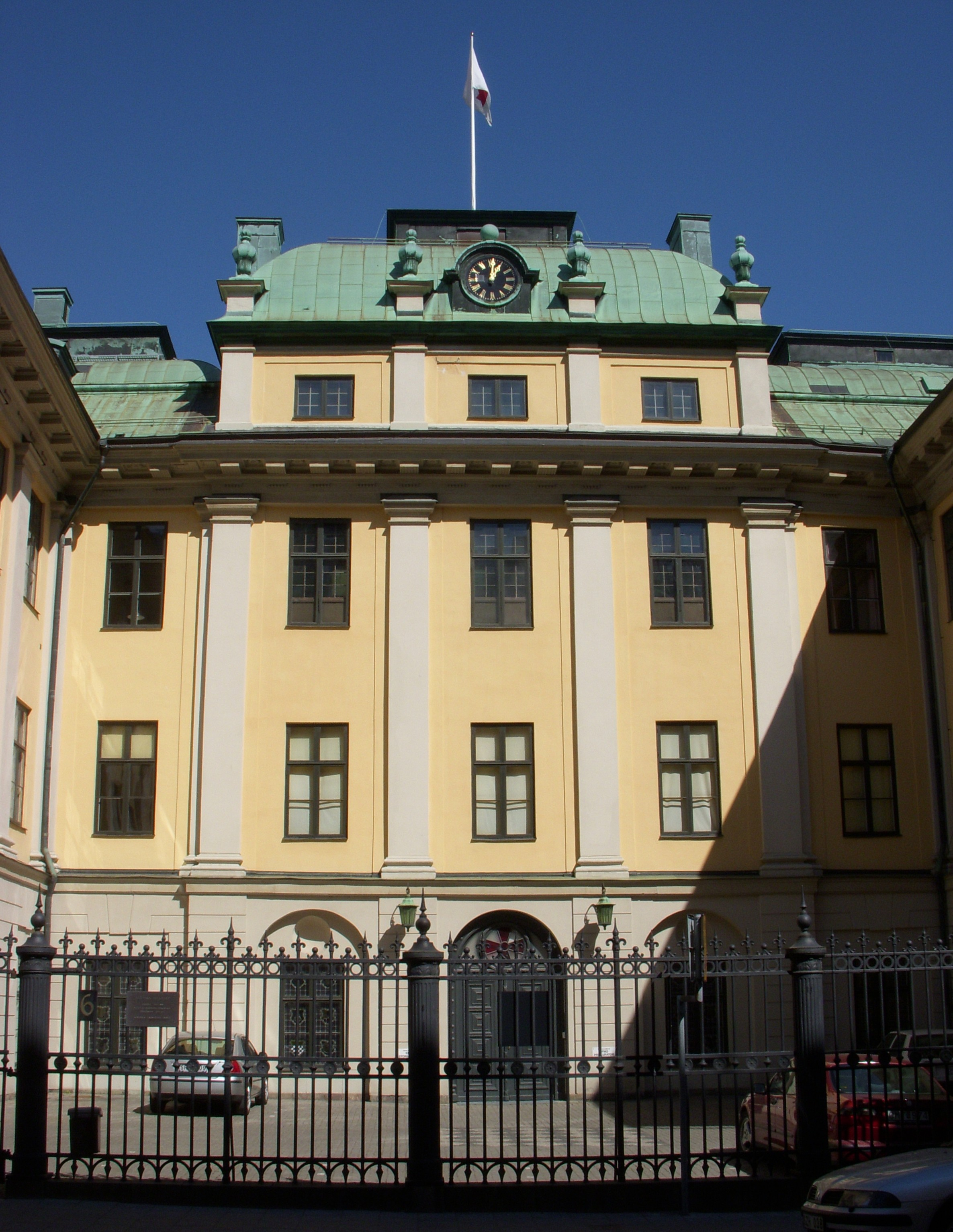
Bååtska palatset i maj 2009.

Seved Bååth hade fått tomten i gåva av drottning Kristina, på villkor att han skulle bygga något ståndsmässigt där. Byggnaden är gestaltad i holländsk-svensk barockstil och skulle bli typbildande för många av adelns hus i Stockholm.
Efter Svenska Frimurare Ordens köp av fastigheten byggdes palatset till med två större längor mot Nybroviken och det nya stamhuset invigdes år 1877. Ytterarkitekturen på tillbyggnaden följer det gamla palatsets formschema. Palatsets stora festsal, nuvarande Oscarssalen  går genom 1 ½ våningar och är utomordentligt praktfull, med pilasterindelade väggar, spegelvälvt tak och rika stuckaturer, återställd av professor Sigurd Curman och Einar Lundberg, 1921–1922. Festsalen användes tidigare även av Strand Hotel, men sedan Orden sålt hotellet har förbindelsevägen murats igen.
I palatsets vänstra flygel finns delar av palatsets äldre inredning bl.a. Kungarummets prakttak samt bildhuggeriarbete med Ehrenstrahl-influerade målningar. Från 1877 års inredningar kan nämnas Frimurarordens stora Riddarsal, en treskeppig basilika med katedralgotik med knippepelare och rosettfönster, allt utfört i stuck, papier-maché och trä men med en enastående kulissverkan, skapad av Emil Viktor Langlet. Mittskeppet är 23 meter högt och salen får dagsljus från rundfönster i den norra väggen.
I palatset finns sedan 1785 Ordens arkiv och bibliotek, med material rörande frimureriet i Sverige från tidigt 1700-tal, dessutom ett i Europa unikt bibliotek med frimurarlitteratur. Här finns även en hel del konst, bl. a. av Per Krafft d.y., Gustaf Lundberg, Axel Jungstedt och David Tägtström. Orden äger en förnämlig samling av hallstämplade möbler, tillverkade av 1700-talets främsta möbeltillverkare.
Bååtska palatset är Stockholms läns 164:e byggnadsminne.

## Bildgalleri

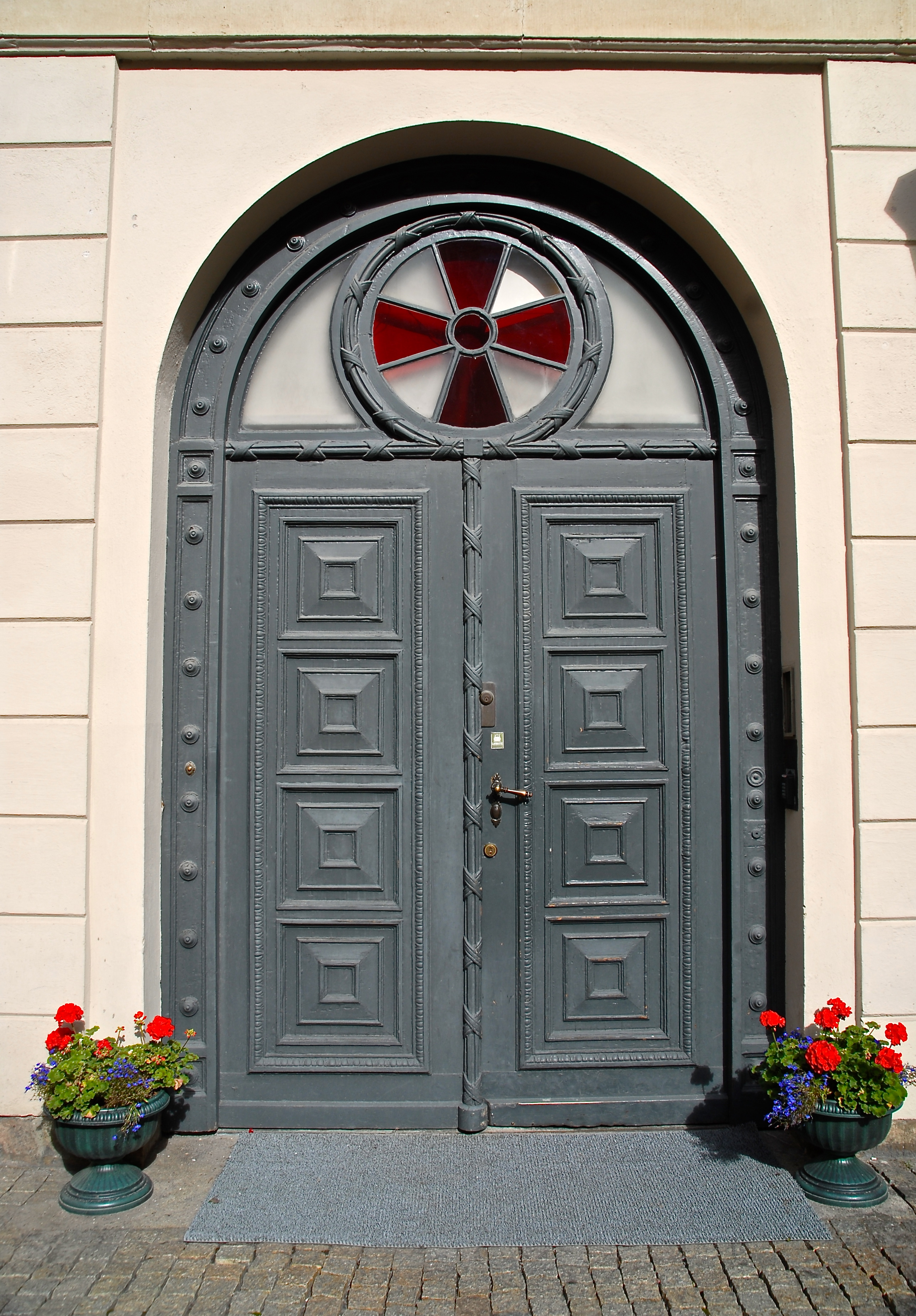
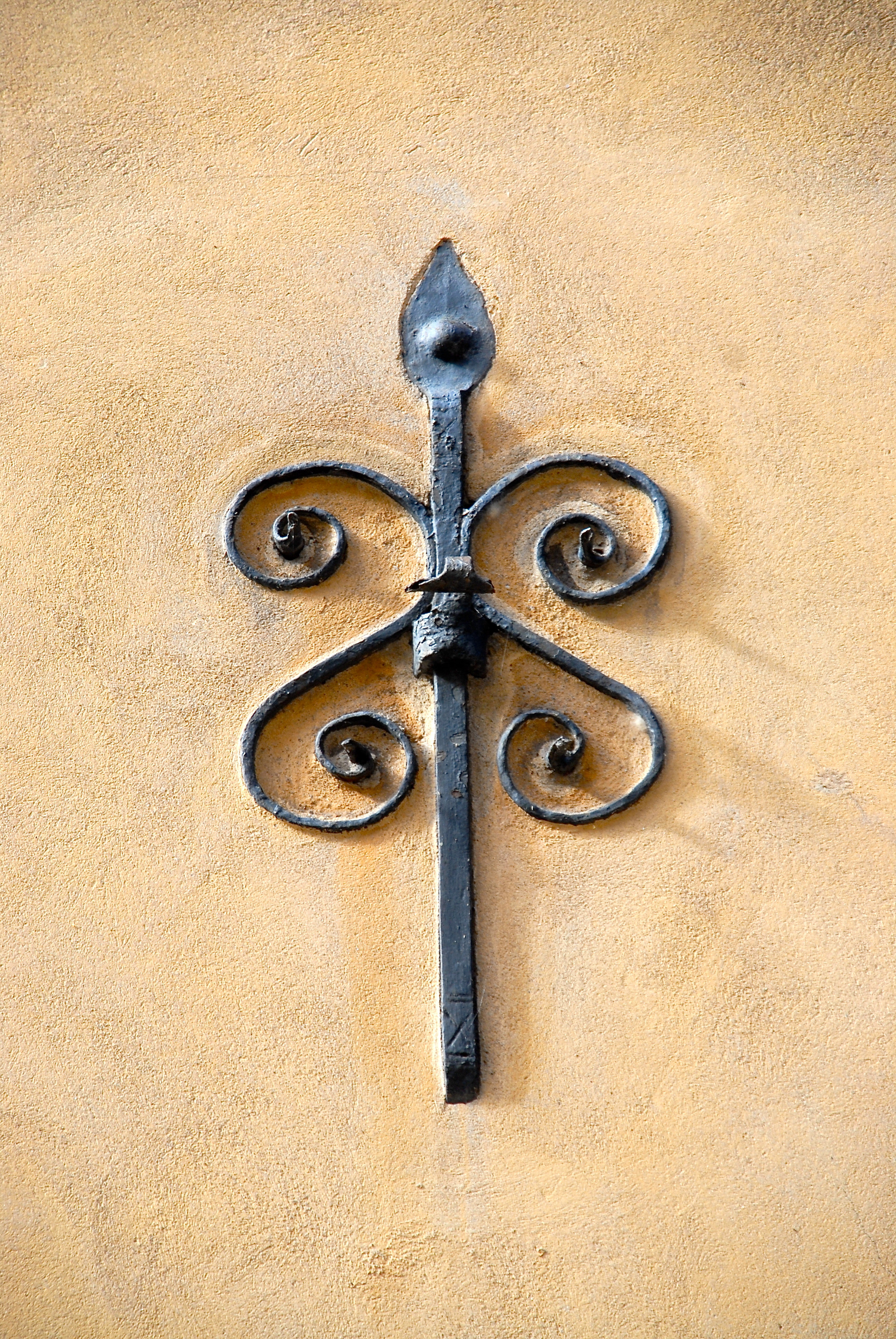